# Anedoul
Anedoul ist ein kleines Motu im Westen des Arno-Atolls der pazifischen Inselrepublik Marshallinseln.

## Geographie
Anedoul ist eine Zwillingsinsel zu Aneloklab und bildet zusammen mit Arno, den nördlich gelegenen Eniairik, Ulien und Kiden, sowie weiteren kleinen Motus den Ostrand der Arno Main Lagoon.